# Ben Johnson
 Der er flere personer med dette navn, se Ben Johnson (flertydig).
Benjamin Sinclair "Ben" Johnson (født 30. december 1961 i Falmouth, Jamaica) er en tidligere canadisk atletikudøver (sprinter). På trods af to OL-bronzemedaljer er han bedst kendt for sin dopingrelaterede diskvalifikation ved OL i Seoul 1988.
Johnson vandt ved OL i Los Angeles 1984 bronze på 100 meteren og 4x100 meter stafet med det canadiske hold. I 1987 blev han verdensmester på 100 meter i Rom i fantomtiden 9,83 sekunder, og ved OL i Seoul året efter forbedrede han rekorden ved at tage guldmedaljen i 9,79. To dage senere ramte skandalen dog Johnson, der blev testet positiv for doping og fik frataget både OL- og VM-guldmedaljen samt begge sine verdensrekorder. Guldet fra OL-finalen gik i stedet til amerikanske Carl Lewis.